# Paul von Miličin und Talmberg

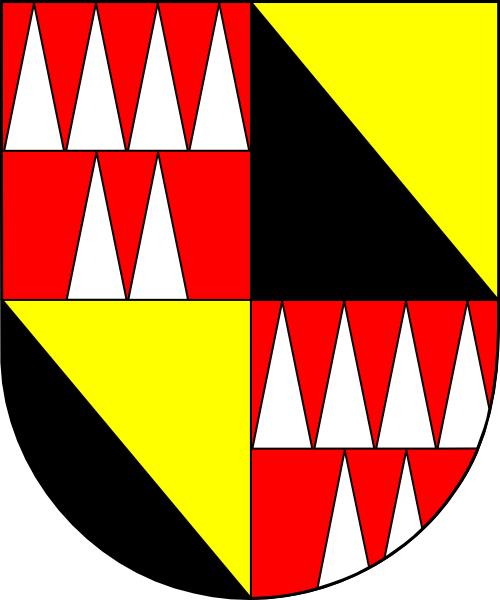
Wappen des Paul von Miličin und Talmberg als Bischof von Olmütz (1435–1450)

Paul von Miličin und Talmberg (auch: Paul von Militschin und Thalenberg; tschechisch Pavel z Miličína; † 2. Mai 1450) war Bischof von Olmütz.

## Leben
Paul von Miličin entstammte dem böhmischen Adelsgeschlecht Talmberg. Für 1420 ist er als Kanoniker des Prager Domkapitels nachgewiesen, dessen Propst er 1431 wurde.
Nach dem Tod des Olmützer Bischofs Konrad III. von Zwole wählte das Domkapitel Paul von Miličin zu dessen Nachfolger. Der päpstlichen Bestätigung vom 25. Januar 1435 folgte am 31. Juli 1435 durch den Legaten Philibert de Montjeu, Bischof von Coutances, die Bischofsweihe in Brünn, bei der auch Kaiser Sigismund und Erzherzog Albrecht von Österreich anwesend waren, da sie dort an den gleichzeitig stattfindenden Kompaktatenverhandlungen teilnahmen. Nachfolgend ordneten die Konzilslegaten eine Visitation der Olmützer Besitzungen an. Der bei den Verhandlungen erzielte Kompromiss zur Kelchkommunion wurde zunächst vom mährischen Klerus abgelehnt, und auch das Domkapitel widersetzte sich den Iglauer Verhandlungen von 1436.
Paul von Miličins Episkopat fiel in eine wirtschaftlich schwierige Zeit, die durch die Zerstörungen, Besetzungen und Verpfändungen der Hussitenkriege verursacht worden war. Es gelang ihm zwar, einzelnen Bistumsbesitz wieder zu erwerben, gleichzeitig musste er aber wegen finanzieller Schwierigkeiten andere Bischofsgüter verpfänden.
Gemäß der Weisung des Papstes Eugen IV. ging Paul von Miličin gegen disziplinlose und verheiratete utraquistische Priester vor, die jedoch von dem hussitisch gesinnten Adel geschützt wurden. Obwohl er ihnen anfangs die Priesterweihe erteilte, verweigerte er den späteren Kandidaten die Weihe. Nachdem der Prager Bischofsstuhl seit 1421 nicht besetzt war, krönte er am 29. Juni 1438 den Römisch-deutschen König Albrecht II. zum König von Böhmen.
Paul von Miličin starb am 2. Mai 1450. Sein Leichnam wurde in der Brünner Kollegiatkirche St. Peter beigesetzt.